# Novello Theatre
El Teatro Novello es un teatro del West End en Aldwych, en la ciudad de Westminster. Fue conocido como Strand Theatre entre 1913 y 2005.

## Historia
Fue construido junto a su hermano gemelo, el Teatro Aldwych a ambos lados del Waldorf Hilton, Londres, ambos diseñados por WGR Sprague. Fue inaugurado por la Organización Shubert como Teatro Waldorf el 22 de mayo de 1905, y pasó a llamarse Teatro Strand en 1909. Fue rebautizado nuevamente como Teatro Whitney en 1911, antes de volver a convertirse en Teatro Strand en 1913. En 2005, fue rebautizado por sus propietarios (Teatros Delfont Mackintosh) como Teatro Novello en honor a Ivor Novello, que vivió en un piso encima del teatro desde 1913 hasta 1951.
La comedia negra Arsenic and Old Lace tuvo una racha de 1337 funciones en la década de 1940, y Sailor Beware! corrió para 1231 funciones desde 1955. El musical de Stephen Sondheim A Funny Thing Happened on the Way to the Forum se inauguró aquí en 1963 y duró casi dos años. En 1971, la comedia No Sex Please, We're British se estrenó aquí, permaneciendo durante más de 10 años de su carrera de 16 años hasta que se transfirió al Teatro Garrick en 1982.
Fue ampliamente renovado en 1930 y nuevamente a principios de la década de 1970. Fue clasificado como Grado II por English Heritage el 20 de julio de 1971. Después de The Rat Pack: Live from Las Vegas en 2005, el año de su centenario, se renovó ampliamente. El aforo actual es de 1.105.
Reabrió el 8 de diciembre de 2005 con la temporada anual de Londres de la Royal Shakespeare Company (RSC), con funciones de 4 semanas de Twelfth Night, The Comedy of Errors, A Midsummer Night's Dream y As You Like It, concluyendo en marzo de 2006.
En 2006,acogió el estreno en Londres del musical de Broadway Footloose, protagonizado por Cheryl Baker . Footloose finalizó el 11 de noviembre y dio paso a la temporada de regreso de la Royal Shakespeare Company para 2006–7, después de lo cual el musical de Broadway The Drowsy Chaperone hizo su estreno europeo el 6 de junio de 2007. La producción londinense estuvo protagonizada por Elaine Paige, Bob Martin, Summer Strallen y John Partridge. La producción de Londres cerró después de una ejecución de solo dos meses el 4 de agosto de 2007 después de no poder atraer audiencias, a pesar de los avisos positivos.
El 10 de julio de 2007, solo tres días después del anuncio del cierre prematuro de Drowsy, se anunció que sería el hogar de una nueva versión musical de la película de MGM Buscando desesperadamente a Susan con música de Blondie y Deborah Harry, dirigida por Angus Jackson., y protagonizada por Emma Williams y Kelly Price. se estrenó el 16 de octubre de 2007 (originalmente el 12 de octubre de 2007), y se estrenó mundialmente el 15 de noviembre de 2007. Sin embargo, solo dos semanas después de su apertura, luego de una crítica terriblñd, el programa anunció su última representación para el 15 de diciembre de 2007, después de haber jugado solo cuatro semanas de avances y cuatro semanas de ejecución abierta, perdiendo más de £ 3.5 millones.
Un reemplazo rápido se produjo en la forma de la transferencia a través del West End de Shadowlands desde el Wyndham's Theatre, que comenzó el 21 de diciembre de 2007 para una duración de 12 semanas hasta el 25 de febrero de 2008. El productor Phil McIntyre inauguró la adaptación de ZooNation del musical Into the Woods, titulado Into the Hoods, el 26 de marzo de 2008.
Es uno de los 40 teatros presentados en la serie de documentales en DVD de 2012 Great West End Theatres, presentado por Donald Sinden.
En 2020, luego del cierre nacional debido a la pandemia de COVID-19, Delfont Mackintosh Theatres Ltd despidió a la mayor parte del personal del teatro y en agosto de 2020 se enfrentaron a la redundancia.

## Producciones recientes y actuales

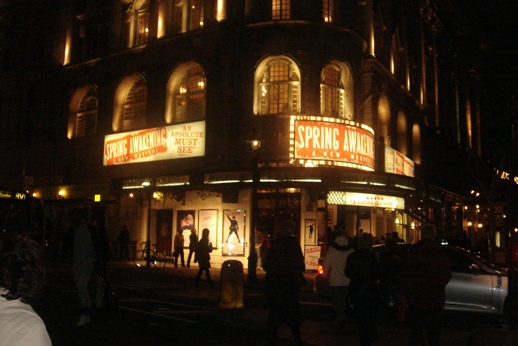
Spring Awakening en Novello, marzo de 2009.

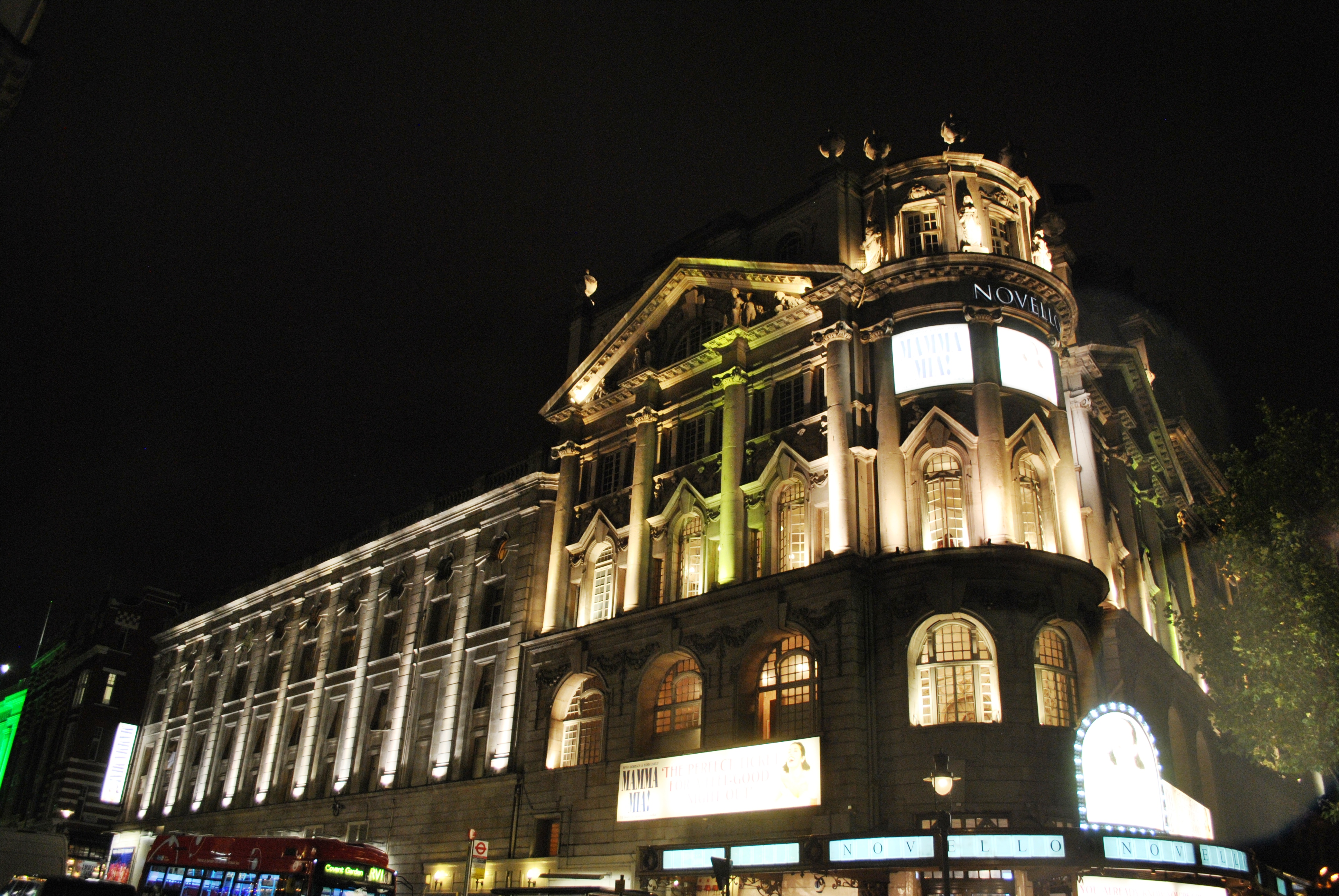
¡Madre mía! en el Teatro Novello

- Sin sexo, por favor, somos británicos (3 de junio de 1971 - 16 de enero de 1982)
- The Real Thing (16 de noviembre de 1982 - 16 de febrero de 1985)
- Cabaret (17 de julio de 1986 - 4 de mayo de 1987)
- Alguien como tú (22 de marzo de 1990 - 26 de abril de 1990)
- Leonardo the Musical: A Portrait of Love (3 de junio de 1993 - 10 de julio de 1993)
- Buddy (6 de octubre de 1995 - 3 de marzo de 2002)
- The Rat Pack: Live from Las Vegas (1 de julio de 2003 - 28 de mayo de 2005)
- La duodécima noche de la RSC (8 de diciembre de 2005 - 31 de diciembre de 2005)
- La comedia de los errores de RSC (6 de enero de 2006 - 28 de enero de 2006)
- El sueño de una noche de verano de RSC (2 de febrero de 2006 - 25 de febrero de 2006)
- The RSC's As You Like It (2 de marzo de 2006 - 25 de marzo de 2006)
- Footloose - The Musical (8 de abril de 2006 - 11 de noviembre de 2006)
- Mucho ruido y pocas nueces de RSC (7 de diciembre de 2006 - 6 de enero de 2007)
- Antonio y Cleopatra de la RSC (11 de enero de 2007 - 17 de febrero de 2007)
- The Tempest de RSC (22 de febrero de 2007 - 24 de marzo de 2007)
- The Drowsy Chaperone (6 de junio de 2007 - 4 de agosto de 2007)
- Buscando desesperadamente a Susan - Un nuevo musical (15 de noviembre de 2007 - 15 de diciembre de 2007)
- Shadowlands (21 de diciembre de 2007 - 23 de febrero de 2008)
- Into the Hoods (14 de marzo de 2008 - 30 de agosto de 2008)
- Eürobeat: Almost Eurovision (9 de septiembre de 2008 - 1 de noviembre de 2008)
- Hamlet de la RSC (3 de diciembre de 2008 - 10 de enero de 2009)
- El sueño de una noche de verano de RSC (15 de enero de 2009 - 7 de febrero de 2009)
- The Taming of the Shrew de RSC (12 de febrero de 2009 - 7 de marzo de 2009)
- Spring Awakening (21 de marzo de 2009 - 30 de mayo de 2009)
- An Inspector Calls (22 de septiembre de 2009 - 14 de noviembre de 2009)
- Cat On A Hot Tin Roof (12 de diciembre de 2009 - 10 de abril de 2010)
- Grumpy Old Women Live 2 - Chin Up Britain (14 de abril - 5 de junio de 2010)
- Tap Dogs (15 de junio de 2010 - 5 de septiembre de 2010)
- Onassis (12 de octubre de 2010 - 8 de enero de 2011)
- Betty Blue Eyes (19 de marzo de 2011 - 24 de septiembre de 2011)
- Loco por ti (8 de octubre de 2011 - 17 de marzo de 2012)
- Noises Off (24 de marzo de 2012 - 30 de junio de 2012)
- Derren Brown : Svengali Tour (9 de julio de 2012 - 11 de agosto de 2012)
- ¡Madre mía! (6 de septiembre de 2012 –)